# Guma karobowa

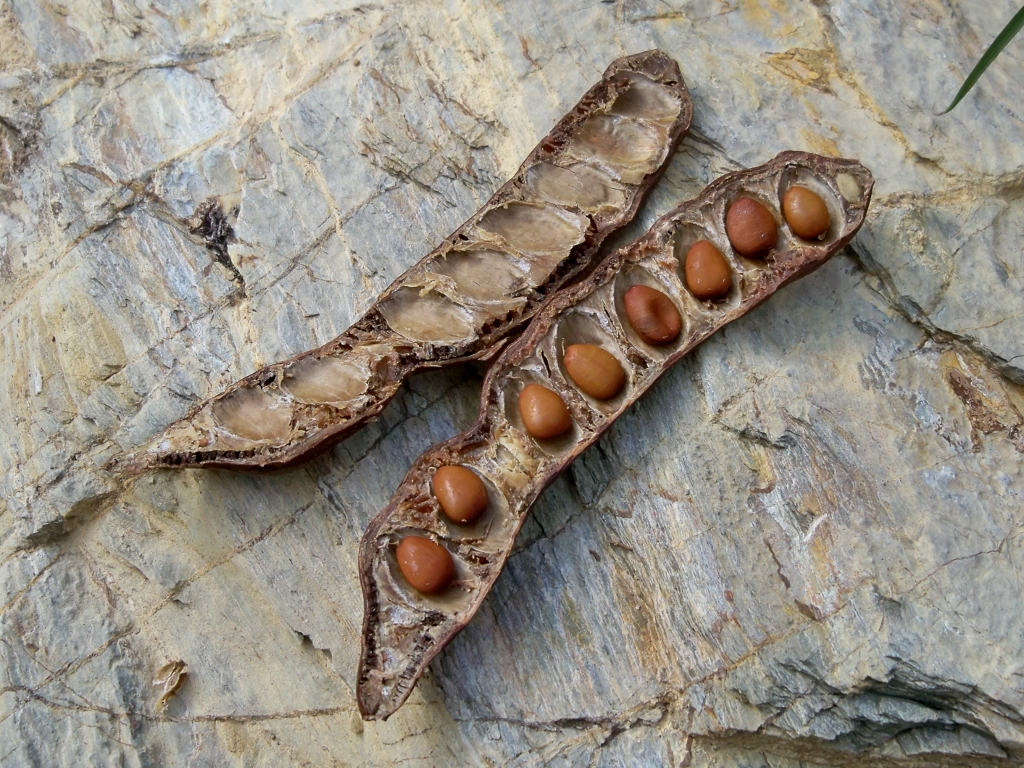
Owoce chleba świętojańskiego

Guma karobowa, mączka chleba świętojańskiego (w artykułach spożywczych oznaczony E410) – naturalny polisacharyd otrzymywany z nasion szarańczyna strąkowego nazywanego też drzewem świętojańskim. Wykorzystywana głównie w przemyśle spożywczym jako dodatek do żywności zagęszczający oraz stabilizujący produkty. Występuje jako biały lub żółtobiały proszek.  
Z owoców (strąków) chleba świętojańskiego powstaje również karob w proszku (proszek z chleba świętojańskiego mylony z mączką chleba świętojańskiego) oraz melasa z chleba świętojańskiego. W odróżnieniu od mączki proszek ma kolor brązowy i powstaje z samych owocni strąków (po odseparowaniu nasion). Proszek ma charakterystyczny słodkawy smak i zapach podobny do czekolady. Jest zamiennikiem kakao dla osób uczulonych, może być używany do wypieków. Pod postacią melasy może służyć jako zdrowszy zamiennik cukru. 
Szarańczyn strąkowy uprawiany jest w rejonie Morza Śródziemnego, a także w Australii i USA.